# Ярно, Йозеф
Йозеф Ярно (настоящая фамилия — Коген или Конер; нем. Josef Jarno: 24 августа 1866, Буда — 11 января 1920, Вена) — австро-венгерский актёр, драматург, театральный режиссёр

, директор театра.

## Биография

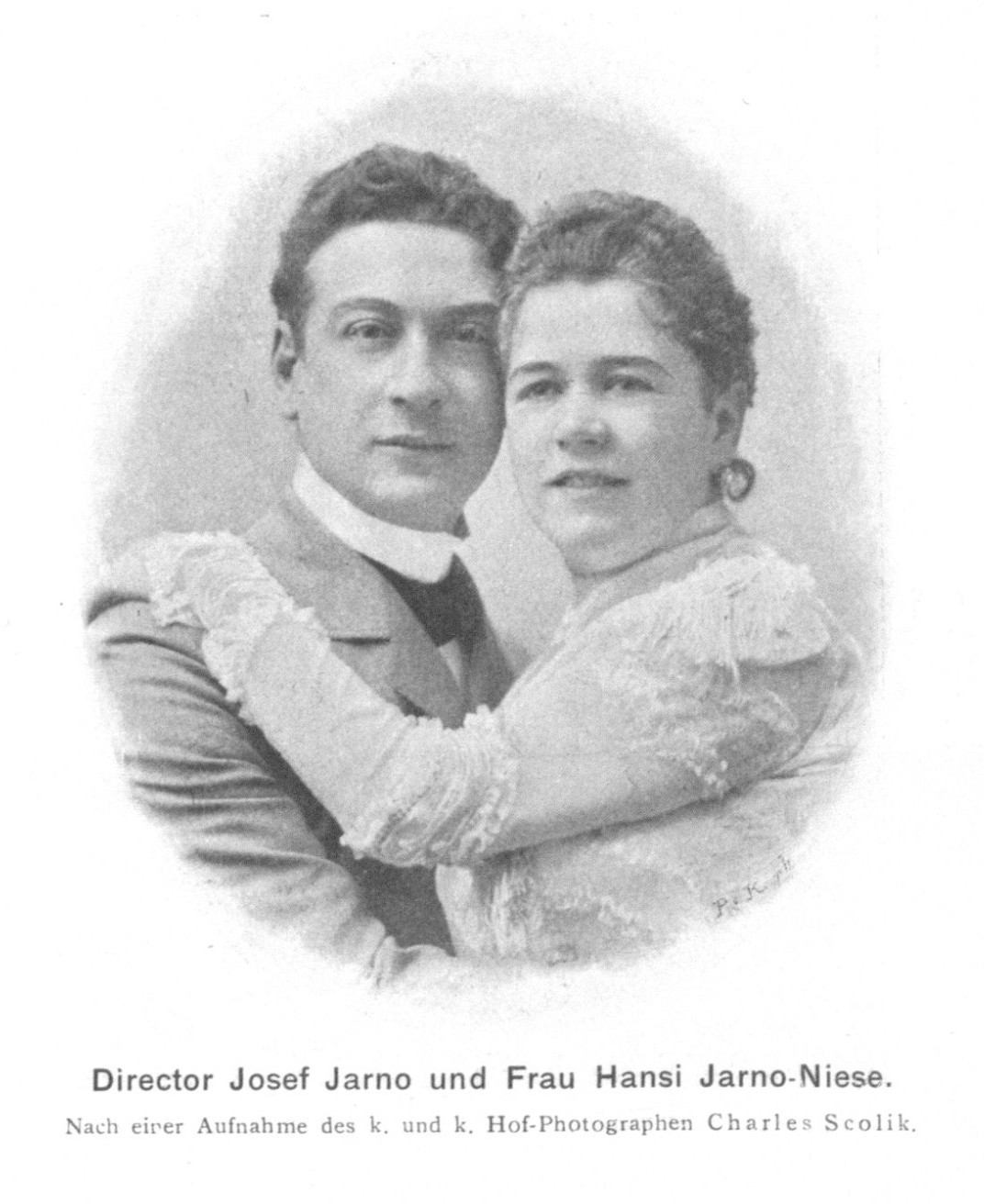
Йозеф Ярно с женой Ханси Нисе, 1900 год.

Старший брат венгерского композитора Георга Ярно. Дебютировал в 1885 году в театре Kurtheater города Бад-Ишль (Верхняя Австрия).
Много лет играл в Ишле в течение летних месяцев, затем в Берлине.
После открытия в 1897 году Летнего театра в Бад-Аусзе, стал его первым директором. С 1899 года — директор Венского театре в Йозефштадте. С 1899 года состоял членом Josefstädter Theater Company в Вене.
Будучи режиссёром, реализовал свои идеи, поставив ряд пьес, в том числе, Генрика Ибсена, Августа Стриндберга, Артура Шницлера и Джордж Бернард Шоу и др.
С 1925 по 1931 Ярно был директором Венского театра Ренессанс (Renaissancetheater). В сезоне 1928/1929 гг. руководил также «Карл-театром».
Автор нескольких пьес, в том числе, «Der Rabenvater», «Illusionen» и др. Совместно с актером и режиссёром Густавом Рикельтом написал фарс «Гадалка».
Был женат на актрисе Ханси Нисе.
Похоронен на Центральном кладбище Вены.